# Cyclura nubila caymanensis
La iguana de las Islas Caimán (Cyclura nubila caymanensis) es una subespecie de la iguana cubana en grave peligro de extinción. Sus últimas poblaciones se encuentran en las islas de Pequeña Caimán y Caimán Brac (islas Caimán).